# Araz Naxçıvan Peşəkar Futbol Klubu
L'Araz Naxçıvan Peşəkar Futbol Klubu è una squadra di calcio a 5 azera con sede a Naxçıvan.

## Storia
Dominatore incontrastato del campionato azero, a livello continentale ha raggiunto volte il turno élite della Coppa UEFA; nell'edizione 2009-10 l'Araz si è classificato terzo dope aver superato i campioni d'Italia della Luparense nella finale per il terzo posto.

## Palmarès
- Campionato azero: 13

2004-05, 2005-06, 2006-07, 2007-08, 2008-09, 2009-10, 2010-11, 2011-12, 2012-13, 2013-14, 2015-16, 2016-17, 2017-18
- Coppa d'Azerbaigian: 5

2004-05, 2005-06, 2006-07, 2007-08, 2008-09